# Máriássy Mihály
Máriássy Mihály (Szepeskörtvélyes, Szepes vármegye, 1878. december 21. – Budapest, 1953. október 28.) magyar földbirtokos, jogász, országgyűlési képviselő.

## Élete
1878-ban született Szepeskörtvélyesen, római katolikus vallásban. Középiskolai tanulmányait a premontrei rend kassai gimnáziumában végezte, majd jogot hallgatott Kassán és Kolozsvárt, utóbbi városban szerezte meg 1902-ben a jogi doktorátust. Pályája elején rövid ideig szolgabíró volt Szepes vármegye gölnicbányai járásában, de e tisztjétől hamar megvált és visszavonult szülőfalujába, hogy ottani saját birtokain gazdálkodjék. Korán bekapcsolódott az országos politikai életbe is: már 1906–1910 között a lőcsei választókerületet képviselte az országgyűlésben, függetlenségi párti programmal.
1905-ben, mint tartalékos hadnagyot, lábtörés miatt elbocsátották a hadsereg kötelékéből, de az első világháború kitörésekor önként jelentkezett, és a 27. tábori ágyúsezred kötelékében másfél éven keresztül teljesített szolgálatot. A frontról betegen tért haza, így a pótütegnél kapott beosztást. 1918 márciusában, mint tartalékos tüzérkapitány. Bátor és vitéz magatartásáért felettesei több ízben is kitüntetésben részesítették: megkapta a III. osztályú Katonai Érdemkeresztet és a Signum Laudist.
A háborút követően előbb Bodrogkeresztúron telepedett le, majd 1927-től a Pest vármegyei Gombán kezdett gazdálkodni. Már 1929-ben tagja lett Pest megye törvényhatósági bizottságának, s attól kezdve több mint egy évtizeden át élénk tevékenységet fejtett ki a megye számos gazdasági és politikai mozgalmában.
Gazdasági szaktudását több gazdasági egyesületben való szerepvállalással is igyekezett kamatoztatni, így például a Magyar Tejszövetkezeti Központban igazgatósági tag volt, a Szesztermelési és Értékesítési Szaktanácsban, illetve a Duna–Tisza-közi Körzeti Mezőgazdasági Hitelszövetkezetben alelnöki, a Bor- és Gyümölcs Szeszfőzdék Országos Egyesületében és a Duna–Tisza-közi Mezőgazdasági Kamarában pedig egy időben elnöki posztot töltött be.
Az országos politikai életbe 1933-ban kapcsolódott be, miután abban az évben megüresedett a monori választókerület országgyűlési mandátuma, és a Nemzeti Egység Pártja jelöltjeként ő nyerte el a körzet képviseletének jogát. Az 1935-ös választáson ugyanabban a körzetben erősítette meg mandátumát, a  következő, 1939-es választáson pedig az időközben némileg átalakult és nevet váltott korábbi jelölő szervezete, a Magyar Élet Pártja programjával maradt bent a Parlamentben, a pártnak a Pest megye déli részének listájáról szerzett mandátummal. A parlamentben főleg gazdasági kérdésekkel foglalkozott, de nagyobb beszédeket mondott a bortörvény, az erdőtörvény és a szesztörvény vitájában; bizottsági előadója volt a földbirtok-politikai javaslatnak.